# Катастрофа Ту-134 під Первоуральськом
Катастрофа Ту-134 під Первоуральськом — авіаційна катастрофа, що сталася в суботу 13 січня 1990 року за 3 кілометри від Первоуральська при жорсткій посадці на засніжене поле знеструмленого авіалайнера Ту-134А авіакомпанії Аерофлот, який виконував внутрішній рейс SU-6246 за маршрутом Тюмень—Уфа—Волгоград. З 71 людини (65 пасажирів і 6 членів екіпажу), що знаходилися на його борту, загинули 27.
Причиною катастрофи стала пожежа на борту, що сталася через коротке замикання викликане несправною електропроводкою.

## Розслідування
Згідно з проведеними дослідженнями було визначено, що пожежа виникла через коротке замикання електричних проводів, спричинене порушенням ізоляції. Пожежа проходила в районі 48–50 шпангоутів лівого борту у просторі заднього багажного відсіку. Це було єдине вогнище займання, тому що обидва двигуни та ДСУ були справними й ознак пожежі на них не спостерігалося. Коли літак перед катастрофою повністю знеструмився, пожежа одразу припинилася.